# Gust Of Wind
Singles de Pharrell Williams
Hunter
(2014) It Girl
(2014)
Singles par Daft Punk
Give Life Back to Music
(2013) Starboy
(2016)
Pistes de Girl
Come Get It Bae
(6) Lost Of Queen
(8)
Gust Of Wind est une chanson du chanteur Pharrell Williams et du groupe de musique électronique Daft Punk. C'est le 6e single extrait du second album de Pharrell, Girl. Elle sort en octobre 2014, elle est lancée par un clip dirigé par Edgar Wright.

## Présentation
Pour poursuivre les singles Get Lucky et Lose Yourself to Dance, Pharrell et les Daft Punk décident de créer une troisième collaboration dans le second album du chanteur. Elle est annoncée pour la sortie de l'album.

## Clip
Le clip sort le même jour que le single, il est dirigé par Edgar Wright.
Pharrell arrive dans un bois en automne et voit deux rochers à la forme des casques du groupe Daft Punk. Il commence à danser et chanter avec des femmes lorsque la musique commence. Lors des refrains qui sont chantés par une voix caractéristique des Daft Punk, les rochers sont illuminés de l'intérieur et volent vers le ciel où l'on peut distinguer les silhouettes du groupe.

## Liste des morceaux
| 1. | Gust Of Wind (featuring Daft Punk) | 4:45 |